# 암흑 에너지
암흑 에너지(영어: dark energy)는 물리 우주론과 천문학에서 우주에 가장 큰 규모로 영향을 미치는 알려지지 않은 에너지 형태이자 '우주의 팽창을 가속화하는 미지의 힘'이다. 그것의 존재에 대한 최초의 관측 증거는 우주가 일정한 속도로 팽창하지 않는다는 것을 보여주는 초신성들의 측정들에서 나왔는데, 그것은 우주가 일정한 속도로 팽창하는 것이 아니라, 우주의 팽창이 가속화되고 있음을 보여주었다. 우주의 진화를 이해하려면 시작 조건과 구성에 대한 지식이 필요하다. 이러한 관측들 이전에는, 과학자들은 우주의 모든 물질과 에너지의 형태들은 시간이 지남에 따라 팽창 속도를 늦출 뿐이라고 생각했다. 우주 마이크로파 배경(CMB)의 측정들은 우주가 뜨거운 대폭발(빅뱅)에서 시작되었음을 시사하며, 이로부터 일반 상대성이론은 그의 진화와 또한 그에 따른 거대 규모 운동을 설명한다. 어떤 새로운 형태의 에너지를 도입하지 않고는, 가속하는 우주의 팽창을 설명할 어떠한 방법도 없었다. 1990년대부터, 암흑 에너지는 가속화된 팽창을 설명하는 가장 받아들여진 전제였다. 2021년 현재, 암흑 에너지의 근본적인 성질을 이해하기 위한 활발한 우주론 연구의 영역들이 있다. 우주론의 ΛCDM 모형(람다-CDM 모형)이 옳다고 가정할 때 2013년 현재, 최고의 당시 측정들은 암흑 에너지가 오늘날 관측 가능한 우주의 총 에너지의 68%를 차지한다는 것을 나타낸다. 암흑 물질과 일반(중입자) 물질의 질량-에너지는, 각각, 26%와 5%를 기여하며, 또한 중성미자들과 광자들과 같은 다른 구성 요소들은 매우 적은 양에 기여한다. 암흑 에너지의 밀도는 매우 낮다: (~{\displaystyle 7\times 10^{-30}} g/cm3), 은하 내 일반 물질이나 암흑 물질의 밀도보다 훨씬 작다. 그렇지만, 그것은 공간 전체에 걸쳐 균일하기 때문에 우주의 질량-에너지 함량을 지배한다.
암흑 에너지의 두 가지 제안된 형태는 우주상수(공간을 균일하게 채우는 일정한 에너지 밀도를 나타내는)와 또한 퀸테선스 또는 모듈리(moduli)와 같은 스칼라 장들 (시간과 공간에 따라 에너지 밀도가 달라지는 동적 양들)이다. 공간에서 일정한 스칼라 장들로부터 기여는 일반적으로 우주 상수에도 포함된다. 우주상수는 공간의 영점 복사, 즉, 진공 에너지(vacuum energy)와 동일하게 공식화될 수 있다. 그렇지만, 공간에서 변화하는 스칼라 장들은 그 변화가 연장될 수 있기 때문에 한 우주상수와 구별하기 어려울 수 있다.
일치 우주론의 장난감 모형(toy model) 특성으로 인해서, 일부 전문가들은 실제 우주의 모든 축척들에서 구조에 대한 보다 정확한 일반 상대론적 처리가 암흑 에너지를 불러올 필요성을 없앨 수 있다고 믿는다. 불균질 우주론은, 구조 형성의 역-반응(back-reaction)을 거리 함수(metric)로 설명하려고 하며, 일반적으로 우주의 에너지 밀도에 대한 암흑 에너지의 어떤 기여도 인정하지 않는다.

## 발견의 역사 및 이전 추측

### 아인슈타인의 우주상수
"우주상수"는 아인슈타인의 일반 상대성이론의 아인슈타인 방정식에 추가될 수 있는 한 상수 항이다. 만일 장 방정식에서의 한 "소스 항"으로 간주된다면, 그것은 빈 공간의 질량(개념적으로 양수 또는 음수일 수 있음), 또는 "진공 에너지(vacuum energy)"와 같은 것으로 볼 수 있다.
우주상수는 중력의 균형을 맞추기 위해 암흑 에너지를 효과적으로 사용하여 정지된 우주로 이어지는 중력 장 방정식(field equation)의 해를 얻기 위한 메커니즘으로 아인슈타인에 의하여 처음 제안되었다. 아인슈타인은 우주상수에 기호 Λ(대문자 람다)를 부여했다. 아인슈타인은 우주상수가 '빈 공간은 성간 공간 전체에 분포된 음의 질량(negative mass)들을 중력화하는 역할을 한다'는 것을 필요로 한다고 진술했다.
그 메커니즘은 미세 조정(fine-tuning)의 한 예였으며, 아인슈타인의 정적 우주가 안정적이지 않을 것이라는 것을 나중에 깨달았다: 국소적 비균질성은 궁극적으로 우주의 폭주 팽창 또는 수축으로 이어질 것이다. 그 평형은 불안정하다: 만일 우주가 약간 팽창한다면, 그 팽창은 진공 에너지를 방출하고, 그것은 더 많은 팽창을 일으킨다. 마찬가지로, 약간 수축하는 우주는 계속 수축할 것이다. 아인슈타인에 따르면, "빈 공간"은 자체 에너지를 가질 수 있다. 이 에너지는 공간 자체의 속성이기 때문에, 공간이 팽창해도 희석되지 않는다. 더 많은 공간이 존재하게 되면, 이 공간-에너지가 더 많이 나타나, 그렇게 함으로써 팽창이 가속화될 것이다. 이러한 종류의 교란은, 우주 전체에 물질이 고르지 않게 분포되어 있기 때문에, 불가피하다. 또한 1929년 에드윈 허블의 관측은 우주가 팽창하는 것으로 보이고 또한 전혀 정적이지 않다는 것을 보여주었다. 아인슈타인은, 한 정적인 우주와 대조적으로, 한 동적인 우주의 아이디어를 예측하는데 실패한 것을, 자신의 가장 큰 실수로서 언급한 것으로 알려졌다.

### 급팽창 암흑 에너지
앨런 구스와 알렉세이 스타로빈스키Alexei Starobinsky는 1980년에, 암흑 에너지와 개념이 유사한, 한 음압 장이 극 초기 우주에서 우주 급팽창을 유발할 수 있다고 제안했다. 급팽창은 암흑 에너지와 질적으로 유사한, 어떤 반발력이 대폭발 직후 우주의 한 거대하고 또한 지수 함수적 팽창을 초래했다고 가정한다. 이러한 급팽창은 대부분의 현재 대폭발(빅뱅) 모형들의 한 필수적 특징이다. 그렇지만, 급팽창은 오늘날 우리가 관측하는 암흑 에너지보다 훨씬 더 높은 (음의) 에너지 밀도에서 발생했음에 틀림없으며, 또한 급팽창은 우주가 불과 몇분의 1초밖에 되지 않았을 때 완전히 끝난 것으로 생각된다. 암흑 에너지와 급팽창 사이에, 만일 있다하더라도, 어떤 관계가 존재하는지 불분명하다. 급팽창 모형이 받아들여진 후에도, 우주상수는 현재 우주와는 관련이 없는 것으로 생각되었다.
거의 모든 급팽창 모형들은 우주의 총(물질+에너지) 밀도가 임계 밀도(critical density)에 매우 가까워야 한다고 예측한다. 1980년대 동안, 대부분의 우주론적 연구는 물질의 임계 밀도, 일반적으로 95% 차가운 암흑 물질(CDM)과 5%의 일반 물질(중입자들)을 가진 모형들에 초점을 맞췄다. 이러한 모형들은 실제 은하들과 은하단들을 성공적으로 형성하는 것으로 밝혀졌지만 1980년대 후반에 몇 가지 문제가 나타났으다: 특히, 그 모형은 관측들에서 선호하는 것보다 더 낮은 한 허블 상수 값을 필요로 했고, 또한 모형은 거대규모 은하의 클러스터링의 관측들을 과소하게 예측했다. 이러한 어려움은, 1992년 COBE 우주선이 CMB에서 비등방성을 발견한 이후 더욱 강해졌으며, 1990년대 중반까지 여러 수정된 CDM 모형들이 활발히 연구되었다: 이것들은 ΛCDM 모형과 한 혼합된 저온/고온 암흑 물질 모형을 포함했다. 암흑 에너지에 대한 첫 번째 직접적인 증거는 1998년 애덤 리스 등과 솔 펄머터 등의 연구에서 나왔으며, 그후 그 ΛCDM 모형이 선도적인 모형이 되었다. 얼마 지나지 않아, 암흑 에너지는 독립적인 관측들에 의해 뒷받침되었다: 2000년에, BOOMERanG 및 밀리미터 이방성 eXperiment 이미징 배열(Millimeter Anisotropy eXperiment IMaging Array, Maxima) CMB 실험은 CMB에서 첫 번째 음향 피크를 관측하여, 총(물질+에너지) 밀도가 임계 밀도의 100%에 가깝다는 것을 보여주었다. 그런 다음 2001년, 2dF 은하 적색편이 탐사는 물질 밀도가 임계 밀도의 약 30%라는 강력한 증거를 제공했다. 이 둘 간의 큰 차이는 그 차이를 구성하는 암흑 에너지의 한 매끄러운 구성 요소를 지지한다. 2003-2010년 WMAP의 훨씬 더 정확한 측정은 계속해서 표준 모형을 지원하고 주요 매개 변수에 대한 더 정확한 측정을 제공한다.
1930년대 이후로 프리츠 츠비키의 "암흑 물질"을 상기시키는, "암흑 에너지"라는 용어는 1998년 마이클 터너Michael Turner에 의해 만들어졌다.

### 시간에 따른 팽창의 변화

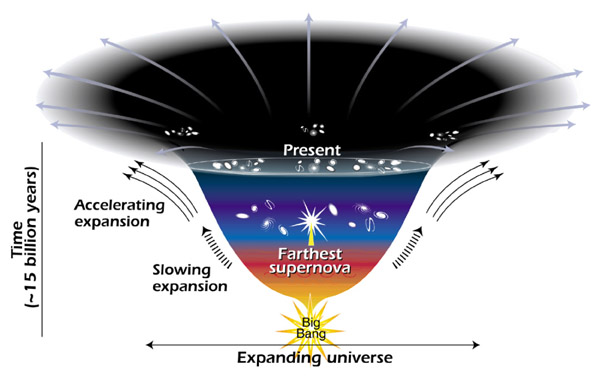
암흑 에너지로 인한 우주의 가속 팽창을 나타내는 다이어그램.

팽창률이 시간과 공간에 따라 어떻게 변하는지 이해하려면 우주 팽창에 대한 고정밀 측정들이 필요하다. 일반 상대성이론에서 팽창률의 진화는 우주의 곡률과 우주론적 상태 방정식(공간의 어떤 영역을 위한 온도, 압력과 또한 결합된 물질, 에너지 및 진공 에너지 밀도 간의 관계)으로부터 추정된다. 암흑 에너지의 상태 방정식을 측정하는 것은 오늘날 관측 우주론의 가장 큰 노력들 중 하나이다. 우주론의 표준 FLRW 계량에 우주상수를 더한 것은 람다-CDM 모형로 이어지고, 그것은 관측들과의 정확한 일치 때문에, "우주론의 표준 모형"로 참조된다.
2013년 현재, 람다-CDM 모형은, 플랑크 위성과 초신성 레가시 탐사(Supernova Legacy Survey, SNLS)를 포함하는 점점 더 엄밀해지는 일련의 우주 관측들과 일치한다. SNLS의 첫 번째 결과는 암흑 에너지의 평균 거동(즉, 상태 방정식)이 10%의 정밀도로 아인슈타인의 우주상수처럼 거동한다는 것을 나타낸다. 허블 우주 망원경 High-Z 팀의 최근 결과들은 암흑 에너지는 최소 90억 년 동안 그리고 우주 가속 이전 기간 동안 존재해 왔다는 것을 가리킨다.

## 본성
암흑 에너지의 본성은 암흑 물질의 그것보다 더 가설적이며, 그것에 관한 많은 것들이 추측의 영역에 남아 있다. 암흑 에너지는 매우 균질하고 밀도가 매우 높지는 않은 것으로 생각되며, 중력 이외의 기본 상호작용들을 통해 상호 작용하지 않는 것으로 알려져 있지 않다. 매우 희귀하고 질량이 크지 않기 때문에―약 10-27kg/m3―그것이 실험실 실험에서 탐지될 수 없을 것이다. 암흑 에너지가, 우주 밀도의 68%를 차지할 정도로 희박하면서도 우주에 엄청난 영향을 미칠 수 있는 이유는, 암흑 에너지가 빈 공간을 균일하게 채우기 때문이다.
그 진공 에너지(vacuum energy), 즉, 하이젠베르크의 에너지-시간 공식에서 불확정성 원리에 따라 한 시간 틀 내에서 생성되고 상호 소멸되는 입자-반입자 쌍들은, 종종 암흑 에너지의 주요 기여로 언급되었다. 일반 상대성이론에 의해 상정된 질량-에너지 등가성은 진공 에너지가 중력을 발휘해야 함을 의미한다. 따라서, 진공 에너지(vacuum energy)는 우주상수에 기여하고, 이는 다시 우주의 가속 팽창에 영향을 미칠 것으로 예상된다. 그렇지만, 우주상수 문제(cosmological constant problem)는 진공 에너지 밀도의 관측된 값들과 양자장 이론에서 얻은 영점 에너지의 이론적 큰 값 사이에 한 막대한 불일치가 있다는 것을 주장한다. 우주 상수 문제는 아직 해결되지 않은 채로 남아 있다.
암흑 에너지는 실제 본성과는 별개로, 관측된 우주 팽창의 가속도를 설명하기 위해 한 강한 음압이 필요로 한다. 일반 상대성이론에 따르면, 물질 내부의 압력은, 바로 그것의 질량 밀도가 하는 것처럼, 다른 물체에 대한 그것의 중력적 인력에 기여한다. 이것은 물질이 중력 효과들을 발생시키는 물리적 양이 응력-에너지 텐서이기 때문에 발생하며, 그것은 한 물질의 에너지(또는 물질) 밀도와 그것의 압력 둘다를 포함한다. 프리드만-르메트르-로버트슨-워커 계량에서, 모든 우주내의 한 강한 일정한 음압(즉, 장력)은 만일 우주가 이미 팽창하고 있는 경우, 팽창에서 어떤 가속을, 또는 우주가 이미 수축하고 있다면 수축에서 어떤 감속을 초래한다. 이 가속하는 팽창 효과는 때때로 '중력 척력'으로 라벨을 붙이기도 한다.

### 기술적 정의
표준 우주론에는, 우주의 세 가지 구성 요소들이 있다: 물질, 복사 및 암흑 에너지이다. 물질은 에너지 밀도가 척도인자의 역세제곱, 즉 ρ ∝ a−3으로 스케일링되는 모든 것이고, 반면에 복사는 척도인자의 역4제곱으로 스케일링되는 모든 것이다 (ρ ∝ a−4). 이것은 직관적으로 이해할 수 있다: 한 정육면체 모양의 상자에 들어 있는 일반 입자의 경우 상자 가장자리의 길이를 두 배로 늘리면, 그 밀도(그리고 따라서 에너지 밀도)가 8배(23)로 감소된다. 복사의 경우는, 공간 거리의 증가도 적색편이를 일으키기 때문에 에너지 밀도의 감소가 더 크다.
최종 구성 요소는 암흑 에너지이다: 이것은 공간의 한 고유한 속성이며 고려 중인 볼륨의 차원들에 관계없이 일정한 에너지 밀도를 갖는다 (ρ ∝ a 0). 따라서, 일반 물질과 달리, 그것은 공간의 팽창에 의해서 희석되지 않는다.

## 존재의 증거
암흑 에너지에 대한 증거는 간접적이지만 세 가지 독립적인 출처들로부터 나온다:
- 거리 측정들 및 그것들의 적색편이와의 관계, 이것들은 우주가 그 나이의 후반기에 더 많이 팽창했음을 시사한다.[29]
- 관측적으로 평평한 우주(observationally flat universe)(어떤 탐색 가능한 대역적 곡률의 부재)를 형성하기 위한 물질이나 암흑 물질이 아닌 추가 에너지의 한 유형에 대한 이론적 필요성.
- 우주에서 질량 밀도의 거대규모 파동 패턴들의 측정들.

### 초신성들

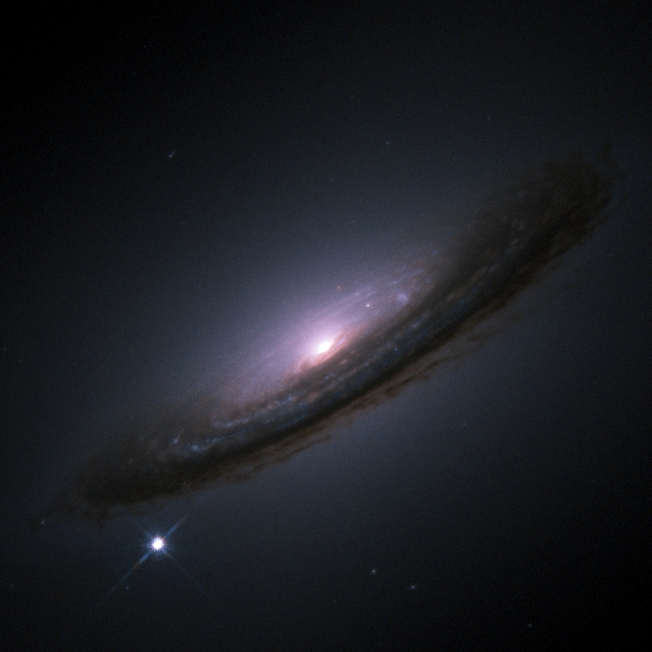
은하 근처의 Ia형 초신성(왼쪽 하단의 밝은 점)

1998년에, High-Z 초신성 탐색 팀(High-Z Supernova Search Team)은 Ia형("one-A") 초신성들에 대한 관측들을 발표했다. 1999년에, 초신성 우주론 프로젝트(Supernova Cosmology Project)은 우주의 팽창이 가속하고 있다(accelerating)고 제안함으로써 뒤를 이었다. 2011년 노벨 물리학상은 이 발견에 대한 지도력으로 솔 펄머터, 브라이언 슈밋과 애덤 리스에게 수여되었다.
그 이후로, 이 관측들은 여러 독립적인 출처들에 의해서 확증되었다. 개선된 초신성들의 측정과 더불어 우주 마이크로파 배경, 중력 렌즈 효과, 그리고 우주의 거대구조에 대한 측정들은 람다-CDM 모델과 일치해왔다. 일부 사람들은 암흑 에너지의 존재에 대한 유일한 표시들은 거리 측정들 및 관련 적색편이의 관측들이라고 주장한다. 우주 마이크로파 배경 비등방성들과 중입자 음향 진동들은 어떤 주어진 적색편이까지의 거리들이 한 "먼지가 많은" 프리드만-르메트르 우주와 국부적으로 측정된 허블 상수로부터 예상되는 것보다 더 크다는 것을 입증할 뿐인 역할을 한다.
초신성들은 그것들이 우주론적 거리에 걸쳐서 우수한 표준 촉광들이기 때문에 우주론에 유용하다. 그것들은 연구자들이 물체까지의 거리와 물체가 우리에게서 얼마나 빨리 멀어지고 있는지를 알려주는 물체의 적색편이 사이의 관계를 살펴봄으로써 우주의 팽창 역사를 측정할 수 있도록 한다. 그 관계는,허블-르메트르 법칙에 따르면, 대략적으로 선형이다. 적색편이를 측정하는 것은 비교적 쉽지만, 그러나 한 천체까지의 거리를 발견하기가 더 어렵다. 통상적으로, 천문학자들은 표준 촉광들을 사용한다: 즉, 고유한 밝기, 또는 절대 등급이 알려진 천체들이다. 이것들은 실제 관찰된 밝기, 또는 겉보기 등급으로부터 물체의 거리를 측정할 수 있게 한다. Ia형 초신성들은 그것들의 극단적이고 일관된 광도로 인해 우주론적 거리에 걸쳐 가장 잘 알려진 표준 촉광들이다.
초신성들에 대한 최근 관측들은 암흑 에너지의 71.3%와 암흑 물질과 중입자 물질의 조합의 27.4%로 구성되어 있는 어떤 우주와 일치한다.

### 우주 마이크로파 배경

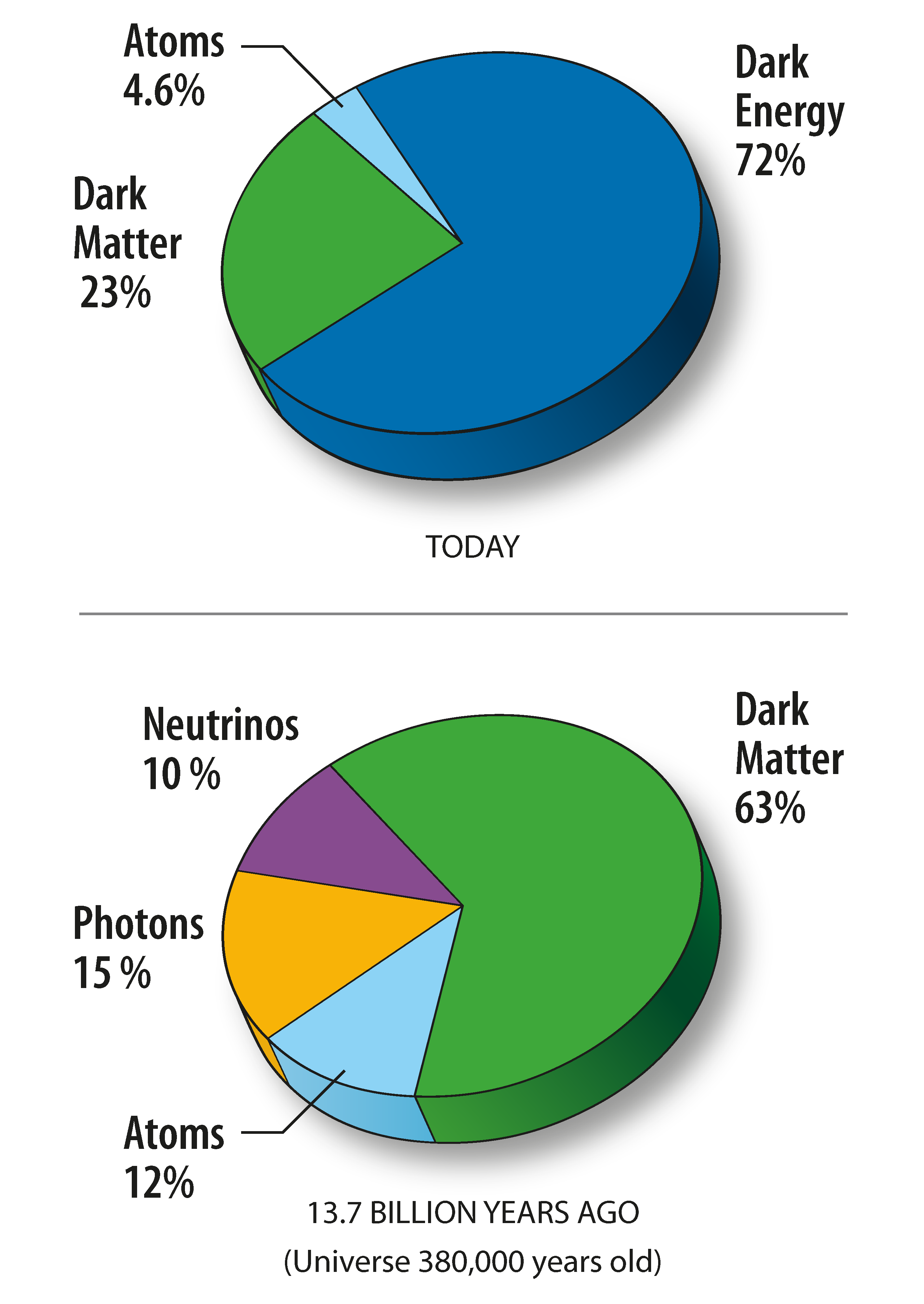
5년 간의 WMAP 데이터를 기반으로 우주의 총 에너지를 물질, 암흑 물질 및 암흑 에너지로 추정한 분할.

암흑 에너지의 존재는, 어떤 형태로든, 측정된 공간 기하학과 우주에 있는 물질의 총량을 조화시키는 데 필요하다. 우주 마이크로파 배경(CMB) 비등방성들의 측정들은 우주가 거의 평평한 것을 나타낸다. 우주의 모양이 평평하기 위해서는 우주의 질량-에너지 밀도가 임계 밀도와 같아야 한다. CMB 스펙트럼에서 측정한 우주에 있는 물질의 총량(중입자 및 암흑 물질 포함)은 임계 밀도의 단지 약 30%만을 설명한다. 이것은 나머지 70%를 설명하기 위해 추가적인 형태의 에너지가 존재함을 의미한다. 윌킨슨 마이크로파 비등방성 탐색기(WMAP) 우주선의 7년간 분석은 72.8%의 암흑 에너지, 22.7%의 암흑 물질, 및 4.5%의 일반 물질로 구성된 우주를 추정했다. CMB의 플랑크 우주선 관측들을 기반으로 2013년에 수행된 작업은 68.3%의 암흑 에너지, 26.8%의 암흑 물질 및 4.9%의 일반 물질의 보다 정확한 추정치를 제공했다.

### 거대구조
우주의 구조(별들, 퀘이사들, 은하들 및 은하군 및 은하단들)의 형성을 지배하는 거대구조의 이론은 우주의 물질 밀도가 임계 밀도의 30%에 불과하다고 시사한다.
한 2011년 탐사, 200,000개 이상의 은하들에 대한 WiggleZ 은하 탐사는, 그 이면의 정확한 물리학은 알려지지 않았지만, 암흑 에너지의 존재를 향한 추가 증거를 제공했다. 오스트레일리아 천문대(Australian Astronomical Observatory)의 WiggleZ 탐사는 은하의 적색편이를 확인하기 위해 은하들을 스캔했다. 그런 다음, 중입자 음향 진동이 은하로 둘러싸인 ≈150Mpc 직경의 거시공동들을 규칙적으로 남겼다는 사실을 이용하여, 그 거시공동은 적색편이와 거리로부터 은하들의 속도를 정확하게 측정할 수 있도록 하는, 최대 2,000Mpc(적색편이 0.6)까지 은하까지의 거리를 추정하는 표준 자들로 사용되었다. 그 데이터는 우주 나이의 절반(70억 년)까지의 우주의 가속 팽창을 확증했고 또한 그 불균질성을 10분의 1로 제한한다. 이것은 초신성들과 무관한 우주 가속에 대한 한 확증을 제공한다.

### 후기 통합 삭스-울프 효과
가속된 우주 팽창은 광자들이 통과할 때 중력 퍼텐셜 우물들과 언덕들을 평평하게 하여 광대한 초거시공동(supervoid)들과 초은하단(supercluster)들과 더불어 정렬된 CMB에 차가운 점들과 뜨거운 점들을 생성한다. 이 이른바 후기 통합 삭스-울프 효과(Integrated Sachs-Wolfe Effect, ISW)라 불리는 것은 한 평평한 우주내의 암흑 에너지의 어떤 직접적인 신호이다. 그것은 2008년 호Ho 등과 지안난토니오Giannantonio 등에 의해 높은 유의성으로 보고되었다.

### 관측 허블 상수 데이터
우주 크로노미터라고도 하는 관측 허블 상수 데이터(OHD)를 통해 암흑 에너지의 증거를 테스트하는 새로운 접근 방식이 최근 상당한 주목을 받았다.
허블 상수 H(z)는 우주론적 적색편이의 함수로 측정된다. OHD는 수동적으로 진화하는 초기형 은하를 "우주 크로노미터"로 간주하여 우주의 팽창 역사를 직접 추적한다. 이 시점부터 이 접근 방식은 우주의 표준 시계를 제공한다. 이 아이디어의 핵심은 이러한 우주 크로노미터의 적색편이에 따른 차등 연령 진화의 측정이다. 따라서 허블 매개변수의 직접적인 추정치를 제공한다.
{\displaystyle H(z)=-{\frac {1}{1+z}}{\frac {dz}{dt}}\approx -{\frac {1}{1+z}}{\frac {\Delta z}{\Delta t}}.}
미분량 ⁠Δz/Δt⁠ 에 대한 의존은 더 많은 정보를 제공하고 계산에 호소한다. 많은 일반적인 문제를 최소화할 수 있고 체계적 효과. 초신성들 및 중입자 음향 진동(BAO)의 분석은 허블 매개변수의 적분을 기반으로 하는 반면에, ⁠Δz/Δt⁠ 는 그것을 직접 측정한다. 이러한 이유로 이 방법은 가속된 우주 팽창을 조사하고 암흑 에너지의 특성을 연구하는 데 널리 사용되었다.

## 암흑 에너지의 이론들
알려지지 않은 속성들을 가진 가상의 힘으로서의 암흑 에너지의 위상은 그것을 매우 활발한 연구 대상이 된다. 그 문제는 우세한 중력 이론(일반 상대성이론)을 수정하기, 암흑 에너지의 특성들을 분명하게 정의하려고 시도하기, 그리고 관측 데이터를 설명할 대안적 방법들 찾기와 같은, 아주 다양한 각도로부터 공격을 받는다.

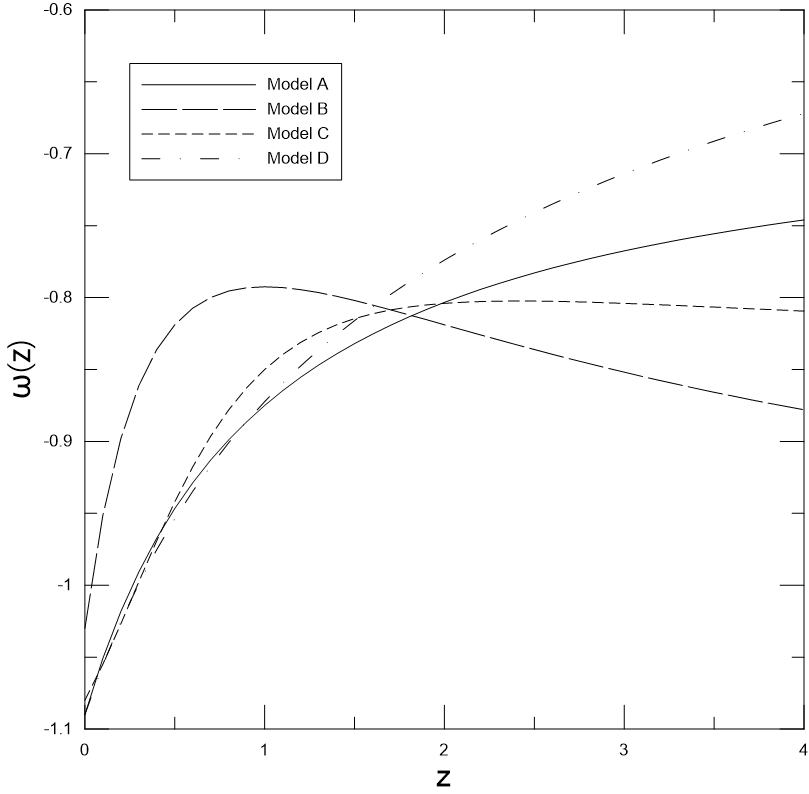
적색 편이에 의한 4가지 일반적인 모형들의 암흑 에너지 상태 방정식
A: CPL 모형,
B: Jassal 모형,
C: Barboza & Alcaniz 모형,
D: Wetterich 모형

### 우주상수

우주내의 물질과 에너지의 추정 분포

암흑 에너지에 대한 가장 간단한 설명은 그것이 우주의 본질적이고 근본적인 에너지라는 것이다. 이것은 일반적으로 그리스 문자 Λ(람다, 따라서 ΛCDM 모형)로 표시되는 우주상수이다. 에너지와 질량은 방정식  E = mc2 에 따라 관련되어 있으므로, 아인슈타인의 일반 상대성이론은 이 에너지가 어떤 중력 효과를 가질 것이라고 예측한다. 그것은 빈 공간-진공의 에너지 밀도이기 때문에 때때로 진공 에너지(Vacuum energy)라고 불린다.
한 주요 미해결의 문제는 동일한 양자장 이론이, 약 120 크기 자릿수의 너무나 큰. 한 거대한 우주상수를 예측한다는 것이다. 이것은, 정확하지는 않지만, 반대 부호의 한 동등하게 큰 항에 의해서 거의 상쇄되어야 할 필요가 있다.
일부의 초대칭 이론들은 정확히 영인 우주상수를 필요로 한다. 또한, 끈 이론에서 양의 우주상수를 갖는 준안정(metastable) 진공 상태가 있는지 여부는 알려져 있지 않으며, 또한 울프 다니엘손Ulf Danielsson 등에 의하면, 그러한 상태는 존재하지 않는다고 추측되었다. 이 추측은 끈 이론과 양립할 수 있는, 퀸테선스와 같은, 다른 암흑 에너지 모형들을 배제하지 않을 것이다.

### 퀸테선스
암흑 에너지의 퀸테선스(quintessence) 모형들에서는, 척도인자의 관측된 가속은, 퀸테선스 장이라고 불리는, 어떤 동적 장의 퍼텐셜 에너지에 의해서 발생한다. 퀸테선스는 공간과 시간에 따라 변할 수 있다는 점에서 우주상수와 다르다. 덩어리져서 물질과 같은 구조를 형성하지 않기 위해서는, 그것은 한 커다란 콤프턴 파장을 가져서 장이 매우 가벼워야만 한다. 가장 단순한 시나리오들에서는, 그 퀸테선스 장은 한 정규 운동 항을 가지며, 중력과 극소하게 커플링되고, 또한 그것의 라그랑지안에서 고차 연산들을 특징으로 하지 않는다.
퀸테선스의 증거는 아직 없지만, 역시 그것이 배제되지도 않았다. 일반적으로 우주상수보다 한 약간 느린 우주 팽창 가속을 예측한다. 일부 과학자들은 퀸테선스에 대한 가장 좋은 증거가 아인슈타인의 등가원리의 위반들 및 공간 또는 시간에서 기본 상수들의 변동(variation of the fundamental constants)로부터 나올 것이라고 생각한다. 스칼라 장들은 입자 물리학과 끈 이론의 표준 모형에 의해 예측되지만, 우주상수 문제(또는 우주 급팽창 모형들을 구성하는 문제)와 유사한 문제가 발생한다: 재규격화 이론은 스칼라 장들이 큰 질량을 획득해야 한다고 예측한다.
우연의 일치 문제는 우주의 가속이 시작되었을 때 왜 그것이 시작되었는가를 묻는다. 만일 우주에서 가속이 더 일찍 시작되었다면, 은하들와 같은 구조들이 형성될 시간이 없었을 것이며, 또한 적어도 우리가 알고 있는 생명체는, 존재할 기회가 없었을 것이다. 인류 원리의 지지자들은 이것을 자신들의 주장을 뒷받침하는 것으로 본다. 그렇지만, 퀸트애센스의 많은 모형들은, 이 문제를 해결하는, 어떤 소위 "추적기" 거동을 갖고 있다. 이 모형들에서는, 퀸테선스 장은 물질-복사 동등까지 그 복사 밀도(그러나 그 미만)를 밀접하게 추적하는 어떤 밀도를 가지며, 그것은 퀸테선스가 암흑 에너지로서 거동하기 시작하고, 결국 우주를 지배하도록 촉발한다. 이것은 자연적으로 암흑 에너지의 낮은 에너지 척도(energy scale)를 설정한다.
2004년에, 과학자들이 암흑 에너지의 진화를 우주론적 데이터와 결합했을 때, 상태 방정식이 위에서 아래로 우주 상수 경계(w = -1)를 넘었을 가능성이 있음을 발견했다. 이 시나리오는 두 가지 유형의 퀸테선스가 있는 모형들을 필요로 한다는 노-고 정리(no-go theorem)가 입증되었다. 이 시나리오는 소위 퀸톰 시나리오(Quintom scenario)이다.
퀸테선스의 일부 특별한 경우들은, 거기에서 퀸테선스의 에너지 밀도가 실제로 시간이 지남에 따라 증가하는, 팬텀 에너지(phantom energy)와 또한 음의 운동 에너지(negative kinetic energy)와 같은 어떤 비표준 형태의 운동 에너지(kinetic energy)를 갖는 k-에센스(운동 퀸테선스의 약어)이다. 그것들은 특이한 속성을 가질 수 있다: 팬텀 에너지(phantom energy), 예를 들어, 그것은 어떤 빅립을 일으킬 수 있다.

### 상호 작용하는 암흑 에너지
이 종류의 이론들은 다양한 척도들에서 중력의 법칙들을 수정하는 한 단일 현상으로 암흑 물질과 암흑 에너지 둘 다의 모두를 포괄하는 한 이론을 제시하려고 시도한다. 이것은, 예를 들어, 암흑 에너지와 암흑 물질을 동일한 미지의 물질의 다른 측면으로 취급하거나 차가운 암흑물질이 암흑 에너지로 붕괴한다고 가정할 수 있다. 암흑 물질과 암흑 에너지를 통합하는 이론의 또 다른 부류는 수정된 중력들의 공변 이론들로 제안된다. 이러한 이론들은 시공간의 역학을 변경하여 수정된 역학이 암흑 에너지와 암흑 물질의 존재에 할당된 것으로 유래하도록 한다. 암흑 에너지는 원칙적으로 나머지 암흑 섹터뿐만 아니라 일반 물질과도 상호 작용할 수 있다. 그렇지만,우주론만으로는 암흑 에너지와 중입자 사이의 커플링의 강도를 효과적으로 제한하기에 충분하지 않으므로, 다른 간접 기술들이나 실험실 검색들을 채택해야 한다. 2020년대 초 이탈리아의 XENON1T 검출기에서 관측된 과잉이 암흑 에너지의 카멜레온 모형에 의해 발생했을 수 있다고 잠시 이론화되었지만, 그러나 추가 실험들은 이 가능성을 반증했다.

### 가변 암흑 에너지 모형들
암흑 에너지의 밀도는 우주의 역사 동안 시간에 따라서 변했을 수 있다. 현대 관측 데이터는 우리가 암흑 에너지의 현재 밀도를 추정할 수 있도록 허용한다. 중입자 음향 진동들을 사용하여, 우주의 역사에서 암흑 에너지의 영향을 조사하고, 또한 암흑 에너지의 상태 방정식의 매개변수들을 제한할 수 있다. 그를 위해서, 몇 가지 모형들이 제안되었다. 가장 인기 있는 모형들 중 하나는 슈발리에-폴라스키-린더(Chevallier-Polarski-Linder, CPL) 모형이다. 일부 다른 일반적인 모형들은, (바르보자Barboza와 알카니즈Alcaniz. 2008), (자살Jassal 등. 2005), (베터리히Wetterich. 2004), (오즈타스Oztas 외. 2018) 등이다.

### 관측적 회의론
불균질 우주론(inhomogeneous cosmology)과 같은 암흑 에너지에 대한 일부 대안들은, 기존 이론들의 어떤 보다 정교하게 사용에 의해서 관측 데이터를 설명하는 것을 목표로 한다. 이 시나리오에서는, 암흑 에너지는 실제로 존재하지 않으며, 또한 단지 한 측정 가공품일 뿐이다. 예를 들어, 만일 우리가 평균보다-더-빈 공간 영역에 위치한다면, 관측된 우주 팽창 속도는 시간, 또는 가속도의 한 변동으로 오인될 수 있다. 다른 한 접근 방식은 등가 원리의 한 우주론적 확장을 사용하여 우리 국소 은하단을 주위의 거대공동들내에서 공간이 더 빠르게 확장되는 것처럼 보일 수 있는가 하는 것을 보여준다. 약하기는 하지만, 수십억 년에 걸쳐 누적된 이러한 효과는 중요해져서, 우주 가속의 환상을 만들어고, 또한 우리가 허블 거품(Hubble bubble) 속에 살고 있는 것처럼 보이게 만들 수 있다. 그러나 다른 가능성들은 우주의 가속된 팽창이 우주의 나머지 부분에 대한 우리의 상대적인 움직임으로 인한 한 환상이거나, 또는 사용된 통계적 방법들이 결함이 있다는 것이다.  실험실의 직접 탐지 시도는 암흑 에너지와 관련된 어떤 힘도 탐지하지 못했다.
암흑 에너지에 대한 관측 회의론적 설명은 일반적으로 우주론자들 사이에서 큰 주목을 받지 못했다. 예를 들어, 국부 우주의 비등방성을 암흑 에너지로 잘못 표현했다고 제안한 논문은 원본 논문의 오류를 주장하는 다른 논문에 의해 빠르게 반박되었다. Ia형 초신성의 광도가 항성 종족 나이에 따라 달라지지 않는다는 본질적인 가정에 의문을 제기한 또 다른 연구 역시 다른 우주론자들에 의해 신속하게 반박되었다.

### 블랙홀로 인한 한 일반 상대론적 효과로서
이 이론은 2023년 2월 하와이 대학교 마노아 캠퍼스 연구진에 의해 공식화되었다. 이 이론은 사람들이 만일 회전하는 블랙홀을 설명하는 커 계량이 현대 우주론의 기본 가정인 등방성 및 균질한 우주를 설명하는 프리드만-로버트슨-워커 계량에 점근하도록 요구하면, 사람들은 우주가 팽창함에 따라 블랙홀의 질량이 증가한다는 것을 발견할 수 있다는 아이디어이다. 이 속도는 ∝a3로 측정되며, 여기서 a는 척도인자이다. 이 특정 속도는 블랙홀의 에너지 밀도가 시간이 지나도 일정하게 유지되어, 암흑 에너지를 모방한다는 것을 의미한다(암흑 에너지#기술적 정의 참조). 이 이론은 블랙홀이 우주론적 요구 사항에 결합하기 때문에 "우주론적 커플링"이라고 불린다. 다른 천체 물리학자들은 회의적이지만, 그 개념이 더 탐구할 가치가 있다는 데 동의한다.

## 가속을 주도하는 기타 메커니즘

### 수정된 중력
암흑 에너지에 대한 증거는 일반 상대성이론에 크게 의존한다. 그러므로, 일반 상대성이론의 수정은 역시 암흑 에너지에 대한 필요성을 제거할 수 있다는 것을 상상할 수 있다. 그러한 이론들이 매우 많고, 또한 연구가 진행 중이다. 중력이 아닌 수단들으로 측정한 첫 번째 중력파의 중력의 속도의 측정(GW170817)은 암흑 에너지에 대한 설명인 많은 수정된 중력 이론들을 배제시켰다.
천체물리학자 에단 시겔Ethan Siegel은, 그러한 대안들이 주류 언론의 보도를 많이 받는 반면에, 거의 모든 전문 천체물리학자들은 암흑 에너지가 존재한다고 확신하며, 경쟁 이론들 중 어느 것도 표준 암흑 에너지와 같이 동일한 수준의 정밀도로 관측들을 성공적으로 설명하지 못한다고 진술한다.

## 우주의 운명에 대한 함축
우주론자들은 가속(acceleration)이 약 50억 년 전에 시작되었다고 추정한다. 그 전에는, 물질의 인력적 영향으로 인해, 팽창이 감속되고 있었던 것으로 생각된다. 팽창하는 우주에서 암흑 물질의 밀도는 암흑 에너지보다 더 빨리 감소하고, 그리고 결국 암흑 에너지가 지배한다. 구체적으로, 우주의 부피가 2배가 되면 암흑 물질의 밀도는 절반으로 줄어들지만 암흑 에너지의 밀도는 거의 변하지 않는다(우주상수의 경우 정확히 일정하다).
미래에 대한 예측들은 암흑 에너지의 다양한 모형들에 따라 과격하게 다를 수 있다. 우주상수, 또는 가속이 무한정 계속될 것이라고 예측하는 다른 모형의 경우에는, 궁극적인 결과는 국부은하군 외부의 은하들이 시간이 지남에 따라 지속적으로 증가하는 시선속도를 갖게 될 것이며, 결국에는 빛의 속도를 훨씬 초과하게 될 것이다. 여기서 사용된 "속도"의 개념은 어떤 거대한 물체에 대한 빛의 속도보다 느리도록 여전히 제한되어 있는 한 국소 관성 좌표계의 속도 개념과 다르기 때문에 이것은 특수 상대성이론의 위반이 아니다(우주론에서 상대 속도의 개념을 정의하는 미묘함에 대한 논의는 고유거리의 사용을 참조). 허블 매개변수는 시간이 지남에 따라 감소하기 때문에, 빛보다 빠르게 우리에게서 멀어지는 은하가 결국 우리에게 도달하는 신호를 방출하는 경우들이 실제로 있을 수 있다.
그렇지만, 가속 팽창 때문에, 대부분의 은하들은, 빛은 우리를 향한 "특이한 속도"가 우리에게서 멀어지는 팽창 속도를 초과하는 지점에 결코 도달하지 않기(속도에 대한 이 두 개념은 고유거리의 사용에서도 논의된다) 때문에 결국 무한한 미래에 그들이 방출하는 어떤 빛도 우리에게 도달할 수 없는 우주론적 사건 지평선의 한 유형을 넘을 것으로 예상된다. 암흑 에너지가 일정하다고((우주 상수)) 가정하면, 이 우주적 사건 지평선까지의 현재 거리는 약 160억 광년인데, 이는 현재에 일어나고 있는 어떤 사건의 한 신호는 사건이 160억 광년 미만 떨어져 있으면 결국 미래에 우리에게 도달할 수 있지만, 만일 그 사건이 160억 광년 이상 떨어져 있다면 그 신호는 결코 우리에게 도달하지 못할 것을 의미한다.
은하들이 이 우주적 사건의 지평선을 가로지르는 지점에 접근함에 따라, 그들로부터 오는 빛은 점점 더 적색편이가 되어 파장이 너무 커져서 실제로 감지할 수 없게 되고 은하들은 완전히 사라진 것처럼 보일 것이다 (빅 프리즈 참조). 행성 지구, 우리은하, 그리고 우리은하가 일부인 국부은하군은 우주의 나머지 부분이 후퇴하고 시야에서 사라져도 사실상 방해받지 않고 남아 있을 것이다. 이 시나리오에서, 국부은하군은 우주의 가속 팽창의 측정들 이전에 평평하고 물질이 지배하는 우주에 대해 가정된 것처럼, 궁극적으로 열죽음을 겪게될 것이다.

우주의 미래에 대한 다른, 더 추측적인 다른 아이디어들이 있다. 암흑 에너지의 팬텀 에너지(phantom energy) 모형은 '발산' 팽창을 일으키며, 이는 암흑 에너지의 유효 힘이 우주의 다른 모든 힘들을 지배할 때까지 계속 증가함을 암시할 것이다. 이 시나리오 아래에서는, 암흑 에너지는 궁극적으로, 은하들과 태양계를 포함하여, 중력으로 묶인 모든 구조들을 찢어 버리고 결국 전자기력 및 핵력들을 극복하여 원자들 자체를 찢어서 우주를 "빅 립"으로 끝낼 것이다. 반면에, 암흑 에너지는 시간이 지남에 따라 소멸되거나 심지어 인력적으로 될 수 있다. 이러한 불확실성들은 중력이 결국 우세할 가능성을 열어두고 또한 우주가 "대함몰"로 수축하는데 이르거나, 또는 한 암흑 에너지 순환 마저도 있을 수도 있는데, 이것은 매번 반복(대폭발 그다음 결국 대함몰로)이 약 1조(1012)년이 소요되는 한 우주의 순환 모형을 암시한다. 이들 중 어느 것도 관측들에 의해 지지되지 않지만, 그것들이 배제되지는 않는다.

## 과학철학에서
천체물리학자 데이비드 메릿David Merritt은 암흑 에너지를 "보조 가설"의 한 예, 이론을 반증하는 관측에 대응하여 어떤 이론에 추가되는 한 임시적(ad hoc) 추론으로서 동일시한다. 그는 암흑 에너지 가설은 한 규약주의자 가설, 즉, 경험적 내용을 추가하지 않는 가설이므로 칼 포퍼가 정의한 의미에서 반증할 수 없다고 주장한다. 그렇지만, 그의 의견은 합의된 것으로 보이지 않으며 또한 우주론의 역사와 상충된다.

## 같이 보기
- 등각 중력(Conformal gravity)
- 암흑 에너지 분광기(Dark Energy Spectroscopic Instrument)
- 암흑 물질
- 드 시터 상대성이론(De Sitter relativity)
- 일러스트리스 프로젝트(Illustris project)
- 비균질 우주론(Inhomogeneous cosmology)
- 음의 질량(Negative mass)
- 《퀸테선스: 우주의 사라진 질량 찾기》 Quintessence: The Search for Missing Mass in the Universe
- 암흑 에너지 탐사(Dark Energy Survey)
- 진공 상태(Vacuum state)

## 내용주
1. ↑  Taken from Frieman, Turner, & Huterer (2008)[97](pp. 6, 44):

"우주는 세 가지 뚜렷한 시대를 거쳤다:
복사-지배 시대(Radiation-dominated era),    z ≳ 3000 ;
물질-지배 시대(Matter-dominated era),    3000 ≳ z ≳ 0.5 ;
암흑 에너지-지배 시대(Dark-energy-dominated era),    0.5 ≳ z .
척도인자의 진화는 지배적인 에너지 형태에 의해 제어된다:
{\displaystyle \;a(t)\propto t^{{\frac {2}{3}}(1+w)^{-1}}~} ( w 는 상수).
복사-지배 시대 동안에는,
{\displaystyle \;a(t)\propto t^{1/2}~}
물질-지배 시대 동안에는,
{\displaystyle \;a(t)\propto t^{2/3}~}
암흑 에너지-지배 시대에는,  w ≃ −1  로 가정하면, 점근적으로
{\displaystyle \;a(t)\propto e^{H\,t}~.}[97](p. 6)

"종합하면 현재의 모든 데이터는 암흑 에너지의 존재에 대한 강력한 증거를 제공하는데; 암흑 에너지가 기여하는 임계 밀도의 비율을 제한하고,  0.76 ± 0.02 , 그리고 상태 방정식 매개변수는:
  w ≈ −1 ± 0.1 [stat.]  ± 0.1 [sys.]  ,
w 는 상수로 가정한다. 이것은 우주가 적색편이  z ∼ 0.4 와 나이  t ∼ 10 Ga(십억년)에 가속하기 시작했음을 의미한다. 이러한 결과는 공고해서(robusf) - 제약 조건을 훼손하지 않고 한 가지 방법의 데이터를 제거할 수 있으며, 공간 평탄도의 가정을 포기해도 실질적으로 약화되지 않는다."[97](p. 44)

### 추가 링크
- Dark Energy on In Our Time at the 영국방송공사(BBC)
- "Dark energy studies at CERN". 유럽 입자 물리 연구소(CERN).
- Linder, Eric (2008). "Dark energy". Scholarpedia. 3 (2): 4900. Bibcode:2008SchpJ...3.4900L. doi:10.4249/scholarpedia.4900.
- "Dark energy: How the paradigm shifted". Physicsworld.com. 2 June 2010.
- Overbye, Dennis (November 2006). "9 billion year-old 'dark energy' reported". 뉴욕 타임스.
- "SuperNova Legacy Survey (SNLS)" (home page). 캐나다 프랑스 하와이 망원경. 초신성 레거시 조사 프로그램(SuperNova Legacy Survey Program)은 주로 암흑 에너지의 상태 방정식을 측정하는 것을 목표로 한다. 이것은 수백 개의 높은 적색편이 초신성을 정밀하게 측정하도록 설계되었다.
- "Report of the Dark Energy Task Force"
- "HubbleSite.org – Dark Energy Website" 멀티미디어 프레젠테이션은 암흑 에너지의 과학과 그 발견에서 허블의 역할을 탐구한다.
- "Dark energy and 3-manifold topology" Acta Physica Polonica 38 (2007), pp. 3633–3639
- The Dark Energy Survey
- The Joint Dark Energy Mission
- Harvard: Dark Energy Found Stifling Growth in Universe, 1차 자료
- April 2010 Smithsonian Magazine Article 보관됨 2010-03-26 - 웨이백 머신
- HETDEX Dark energy experiment
- Dark Energy FAQ 보관됨 2013-08-19 - 웨이백 머신
- "The Dark Universe" 에릭 베를린데Erik Verlinde, 사빈 호센펠더Sabine Hossenfelder 및 캐서린 헤이먼스Catherine Heymans는 암흑물질 및 암흑 에너지 이론이 사실인지 토론한다.

- Dark Energy, What it could